# Chlorops balticus
Chlorops balticus är en tvåvingeart som beskrevs av Einar Wahlgren 1913. Chlorops balticus ingår i släktet Chlorops och familjen fritflugor. Inga underarter finns listade i Catalogue of Life.